# Říšský komisariát Belgie a severní Francie
Říšský komisariát Belgie a Severní Francie byl politický útvar závislý na nacistickém Německu, který zahrnoval území dnešní Belgie a část území Francie, hlavním městem byl Brusel. Komisariát vznikl po obsazení tzv. svobodné zóny (franc. zone libré) v červenci 1944. Komisařem byl jmenován Josef Grohé. 
Říšský komisariát Belgie a Severní Francie byl formálně ustaven 13. června 1944 Hitlerovým výnosem "Erlaß des Führers über die Errichtung einer Zivilverwaltung in den besetzten Gebieten von Belgien und Nordfrankreich vom 13. Juli 1944". Nahradil předchozí vojenskou správu oblasti, která na stejném území působila od roku 1940.